# Kundai Benyu
Kundai Benyu, né le 12 décembre 1997, est un footballeur international zimbabwéen qui évolue au poste de milieu de terrain pour le Celtic Glasgow.

## Biographie
Benyu est né de parents zimbabwéens le 12 décembre 1997 à Camden Town dans Londres. Il a grandi à Harlow dans l'Essex. 

### Carrière

#### En club
Le 29 juin 2017, son contrat avec Ipswich Town étant arrivé à son échéance, Benyu signe un contrat de quatre ans avec le Celtic de Glasgow, après une bonne année en prêt avec Aldershot Town. Benyu fait ses débuts en compétition lors de la victoire 4-0 du Celtic sur Linfield au Celtic Park.

#### En sélection
Les performances impressionnantes de Benyu pour Aldershot Town lui valent une reconnaissance internationale, recevant une convocation avec le Zimbabwe pour les qualifications à la Coupe d'Afrique des Nations 2019 contre le Libéria.
Il a fait ses débuts internationaux avec le Zimbabwe lors d'une défaite 1-0 contre le Lesotho à Maseru le 8 novembre 2017.

## Palmarès

### En club
| Celtic - Championnat d'Écosse (1) : - Champion : 2017-18. |